# Jacek Szponarski
Jacek Szponarski (urodzony w Lęborku) – polski śpiewak operowy, tenor. Nominowany do Fryderyka 2021 i 2022.

## Edukacja
Edukację muzyczną rozpoczął w Państwowej Szkole Muzycznej I stopnia w Lęborku w klasie akordeonu Marcina Wardulińskiego, a kontynuował w Ogólnokształcącej Szkole Muzycznej I i II st. w Gdańsku w klasie akordeonu prof. Krzysztofa Olczaka. Ukończył studia licencjackie na kierunku śpiew solowy na Akademii Muzycznej w Gdańsku w klasie dr Marcina Ciszewskiego. Jest absolwentem Uniwersytetu Muzycznego Fryderyka Chopina na studiach wokalnych II stopnia, specjalizacja śpiew solowy – opera, w klasie Prof. dr hab. Ewy Iżykowskiej.
Nad głosem pracował z takimi pedagogami jak Mariusz Kwiecień, Ewa Blahova, Marek Rzepka czy Francesca Russo Ermolli.

## Działalność artystyczna

### Opera
Na deskach oper zrealizował partie takie jak:
- Tamino, Czarodziejski Flet W.A. Mozart (Polska Opera Królewska, reżyseria Andrzej Klimczak, dyrygent Dawid Runtz[6] / Pałac w Nieborowie reż. Jitka Stokalska, dyr. Marta Kluczyńska)[7];
- Il Conte Belfiore, Rzekoma Ogrodniczka W.A. Mozart (Akademia Muzyczna w Gdańsku, reż. Cezary Morawski, dyr. Sylwia Janiak-Kobylińska[8] / Polska Opera Królewska, reż. Jitka Stokalska, dyr. Dawid Runtz)[9];
- Belmonte, Uprowadzenie z seraju W.A. Mozart (Warszawska Opera Kameralna reż. Jurij Aleksandrow, dyr. M. Sompoliński)[10];
- Ferrando, Così fan tutte W.A. Mozart (Polska Opera Królewska, reż. Jitka Stokalska, dyr. Dawid Runtz)[11];
- Gran Sacerdote / Arbace, Idomeneo W.A. Mozart (Warszawska Opera Kameralna, reż. Michał Znaniecki, dyr. Marcin Sompoliński[12] / Polska Opera Królewska, reż. Marek Weiss, dyr. Dawid Runtz)[13];
- Don Ottavio, Don Giovanni W.A. Mozart (Pałac w Nieborowie, reż. Jitka Stokalska, dyr. Marta Kluczyńska[14] / Polska Opera Królewska reż. Ryszard Peryt, dyr. Zbigniew Graca)[15];
- Polidoro, La finta semplice W.A. Mozart (Warszawska Opera Kameralna, reż. Jitka Stokalska, dyr. Tomasz Pokrzywiński)[16];
- Tytus, Łaskawość Tytusa W.A. Mozart (Opera Bałtycka, reż. Maja Kleczewska, dyr. Yaroslav Shemet)[17];
- Acis, Acis i Galatea Haendel (Polska Opera Królewska, reż. Natalia Kozłowska, dyr. Krzysztof Garstka)[18];
- Hrabia Almaviva, Cyrulik Sewilski G. Rossini (Polska Opera Królewska, reż. Jitka Stokalska, dyr. Dawid Runtz)[19];
- Leński, Eugeniusz Oniegin P. Czajkowski (Teatr Wielki Opera Narodowa i UMFC reż. Ryszard Cieśla, dyr. Rafał Janiak)[20];
- Alinat, Szarlatan K. Kurpiński (Pałac w Nieborowie reż. Jitka Stokalska, dyr. Marta Kluczyńska)[21];
- Kirkor, Goplana W. Żeleński (Pałac w Nieborowie reż. Jitka Stokalska, dyr. Marta Kluczyńska)[22];
- Quint, Dokręcanie śruby B. Britten (Polska Opera Królewska, reż. Kamila Siwińska, dyr. Lilianna Krych)[23];
- Stefan, Straszny dwór S. Moniuszko (Polska Opera Królewska reż. Ryszard Peryt, dyr. Dawid Runtz[24] / Teatr Wielki Opera Narodowa i UMFC reż. Ryszard Cieśla, dyr. Janusz Przybylski)[25].

### Muzyka oratoryjno-kantatowa
Poza repertuarem operowym w swoim dorobku posiada wiele dzieł oratoryjno-kantatowych, oraz cykli i zbiorów pieśni literatury polskiej i światowej. Wykonał m.in.  Pasję według Św. Jana (w roli Ewangelisty, Polska Opera Królewska), Pasję według Św. Mateusza (Filharmonia Opolska, dyr. Przemysław Neumann), Oratorium na Boże Narodzenie I-VI (w roli Ewangelisty, POK), Requiem d-moll (Filharmonia Pomorska w Bydgoszczy), Mszę c-moll (Filharmonia Szczecińska), IX symfonię Beethovena (wraz z Orkiestrą Kameralną Polish Camerata), Wielką Mszę h-moll (Filharmonia Lubelska) czy Sonety Krymskie (Filharmonia Krakowska).

### Prawykonania
Prawykonał w roli Piłata kantatę sceniczną Stabat Mater (reż. Jerzy Machowski, dyr. Joanna Maluga) Ignacego Zalewskiego w Studiu Koncertowym Polskiego Radia podczas Festiwalu Nowe Epifanie 2018. Kontynuując współpracę z Zalewskim uczestniczył w dyrygowanym przez niego europejskim prawykonaniu opery-mondramu amerykańskiego kompozytora Michaela Schelle - The End of Al Capone (Uniwersytet Muzyczny im. Fryderyka Chopina) występując w roli tytułowej. Na zaproszenie Towarzystwa Miłośników Muzyki Moniuszki wykonał transmitowany na żywo Requiem in memoriam Stanisław Moniuszko Ignacego Zalewskiego (Studio Koncertowe Polskiego Radia, 2022).
W 2021 roku w Trybunale Koronnym w Lublinie prawykonał „Cantata da camera do sł. Juliana Tuwima – Kwiaty polskie” Anny Ignatowicz-Glińskiej.

### Pozostała działalność
Reprezentował kulturę polską na prestiżowych festiwalach zagranicznych takich jak Melody of Yangtze River 2018 (Wuhan, Chiny), Festival Baroque d’Auvergne 2019 oraz 2021 (tournée/Francja) czy Pärnu Opera Days 2022 (Estonia). Jest częstym gościem prezentowanego w Operze Bałtyckiej cyklu "Opera? Si!" stworzonego przez Jerzego Snakowskiego.
Wziął udział w pięciu odsłonach Opery w Pałacu w Nieborowie (oddziału Muzeum Narodowego w Warszawie) wykonując partie Fausta (Faust, 2018), Don Ottavia (Don Giovanni, 2019), Kirkora (Goplana, 2021), Alinata (Szarlatan, 2022) i Tamina (Czarodziejski flet, 2023).

## Dyskografia
- Jasnogórska Muzyka Dawna vol. 70 (2017, Musicon)[47];
- Stabat Mater - Ignacy Zalewski (2018, Requiem Records)[48];
- Ave Maria (2019) / Ave Maria Live (2021, nakład własny)[49];
- Stanisław Moryto in memoriam (2020, Chopin University Press)[50];
- Moniuszko vol. 7 (2022, Pawlik Relations)[51];
- Maszyński. Pieśni vol. 3 (2023, DUX)[52].